# Vivante Corporation
 (septembre 2020).
 (septembre 2020).
Si vous disposez d'ouvrages ou d'articles de référence ou si vous connaissez des sites web de qualité traitant du thème abordé ici, merci de compléter l'article en donnant les références utiles à sa vérifiabilité et en les liant à la section « Notes et références ».
Pour les articles homonymes, voir Vivante.
Vivante Corporation était une société américaine de conception de processeurs graphiques (GPU) basée en Californie.
En 2015, VeriSilicon Holdings Co., Ltd. société d'origine chinoise a acquis Vivante Corporation.
Les GPU Vivante sont notamment utilisés dans certains SoC d'architecture ARM et des APU MIPS et visent le marché des smartphones et des tablettes.
Le processeur contient trois unités de calcul :
- Opérations 3D ;
- Opérations 2D ;
- Opérations de dessin vectoriel (VG).

## Implémentations

### APUMIPS
- Ingenic JZ4770
- ICT Godson-2H

### SoC d'architecture ARM
- Freescale, série i.MX6[2]
- Marvell, gamme ARMADA
- Rockchip RK2918
- ̽Huawei / HiSilicon K3v2[3]

### SoC d'architectureRISC-V
- T-Head ICE EVB comportant 2 cœurs 64 bits XuanTie C910, un cœur vectoriel XuanTie C910V et un GPU Vivante GC8000UL[4].